# Assedio di Modugno
L'assedio di Modugno del 1799 rientra nel contesto della reazione sanfedista che si verificò nel Regno di Napoli dopo la proclamazione della Repubblica Partenopea che era di ispirazione francese e giacobina. Le milizie sanfediste (Esercito della Santa Fede in Nostro Signore Gesù Cristo) erano costituite principalmente da popolani che difendevano la figura del re, e il precedente ordine politico e sociale dai cambiamenti rivoluzionari introdotti dai francesi. Tra le prime città pugliesi ad essere attaccate da queste milizie popolari ci fu Modugno, poiché la città aveva aderito alla Repubblica Napoletana sotto la pressione del Comitato di Bari. Le file sanfediste erano formate da 14 000 persone, tra cui anche donne e ragazzini. Al combattimento parteciparono effettivamente circa 4 000 persone, di cui solo 500 erano armate di fucile. La difesa modugnese, che poteva contare su soli 120 uomini dislocati sulle terrazze delle case, durò dalle ore sei di mattina alle ore sedici, quando i Sanfedisti desistettero senza riuscire a provocare danni. Nella giornata di quella resistenza, già di per sé eccezionale, si ricorda anche un altro fatto straordinario: i Sanfedisti videro sul tetto di un'abitazione una donna con in mano un fazzoletto, che venne identificata nella Madonna Addolorata, apparsa in sostegno dei difensori e, per questo si allontanarono.

## L'antefatto
Nel 1789 scoppiò in Francia la rivoluzione, causata tra l'altro dalle nuove idee di libertà. I sovrani di tutta Europa guardavano con crescente preoccupazione il diffondersi delle ideologie rivoluzionarie e, nel 1792, si coalizzarono per muovere guerra alla Francia. Di quella coalizione faceva parte anche il re di Napoli e Sicilia Ferdinando IV di Borbone, che si era mostrato sovrano illuminato nel primo periodo del suo governo ma che aveva cambiato radicalmente atteggiamento nei confronti dei liberali dopo lo scoppio della Rivoluzione Francese e, in particolar modo, in seguito alla decapitazione di Luigi XVI di Francia. Da allora, Ferdinando adottò una dura politica di repressione poliziesca nei confronti di coloro i quali erano definiti “giacobini”, con chiaro riferimento ai Giacobini francesi, i rivoluzionari più radicali.

### La creazione delle repubbliche napoleoniche

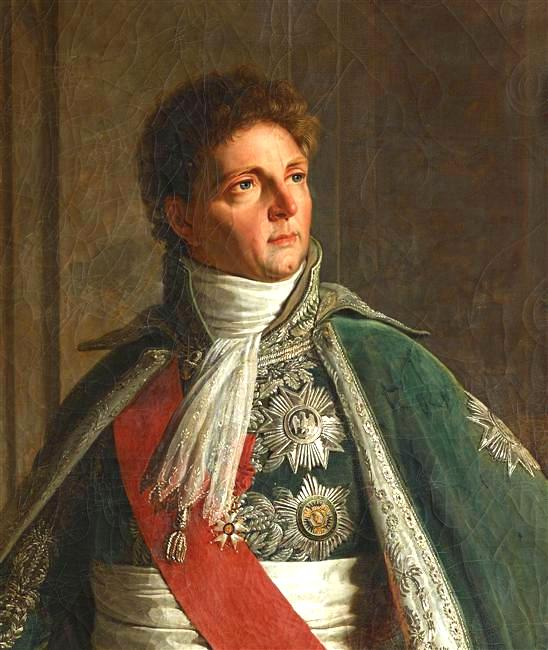
Louis Alexandre Berthier, maresciallo di Francia

Nel 1796 il comando dell'armata d'Italia venne affidato al giovane Napoleone Bonaparte che riuscì a sconfiggere i propri nemici ed instaurò nuove repubbliche sul modello di quella francese: la Repubblica Cispadana, la Repubblica Cisalpina e la Repubblica Ligure. Ferdinando IV, seriamente preoccupato per il corso degli eventi, decise di rafforzare il proprio esercito. Le autorità provinciali fecero pressioni affinché i comuni offrissero “spontanee elargizioni” al monarca: il Decurionato di Modugno si riunì il 30 giugno 1796 per decidere di inviare al sovrano il proprio contributo.
Nel 1798, il generale Louis Alexandre Berthier occupò lo Stato Pontificio mandando in esilio Papa Pio VI e dando vita alla Repubblica Romana. Ferdinando IV, vedendo avvicinarsi sempre più la minaccia francese, ordinò la mobilitazione di tutti gli uomini dai 17 ai 40 anni. Nel frattempo, il re di Napoli decise di aderire alla Seconda coalizione. Il 2 agosto 1798 venne a Modugno il capitano Tommaso de Gemmis Maddalena, con lo scopo di suscitare l'entusiasmo delle folle e di raccogliere le adesioni dei modugnesi che avessero voluto arruolarsi. 36 uomini formarono il contingente modugnese: fu loro destinata la difesa della città di Sessa Aurunca, situata nella Provincia di Terra di Lavoro al confine con la Repubblica Romana. L'Università di Modugno (l'equivalente dell'attuale amministrazione comunale) provvide ad agevolare il trasporto delle truppe e stanziò 205 ducati per le spese necessarie.

### La fuga di Ferdinando IV

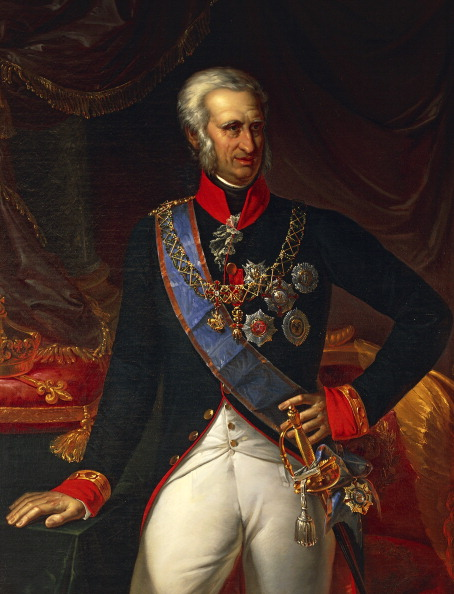
Ferdinando IV di Napoli

L'esercito di Ferdinando, sotto il comando di Karl Mack von Leiberich, invase la Repubblica Romana riuscendo a raggiungere Roma. Ma fu un successo illusorio in quanto gli eventi precipitarono per i napoletani. Nel caos generale, Ferdinando fuggì da Napoli il 21 dicembre 1798 a bordo della nave dell'ammiraglio Horatio Nelson rifugiandosi in Sicilia.
Il Regno cadde in una situazione di anarchia e, disciolta la polizia borbonica, i criminali di ogni sorta avevano mano libera. A Modugno, avuta notizia di furti e aggressioni verificatesi a poca distanza dal centro abitato, si decise di tenere chiuse le porte cittadine di giorno e di notte, così come si era fatto in altre città della Provincia di Terra di Bari. Le mura, tuttavia, dato il loro avanzato stato di rovina, non erano in grado di assolvere al loro compito ed era possibile entrare e uscire dalla cinta muraria anche quando le porte erano chiuse. Il partitario Saverio Lepore era incaricato della manutenzione delle mura, ma non assolveva da tempo alla sua mansione nonostante percepisse annualmente 25 ducati. Data l'urgenza della situazione si decise di effettuare delle riparazioni prelevando il denaro necessario da quello previsto per la manutenzione stradale.

### La Repubblica Partenopea

La bandiera della Repubblica Napoletana del 1799, ispirata al tricolore francese

Il generale francese Championnet occupò Napoli il 23 gennaio 1799 e, con l'aiuto dei rivoluzionari locali, diede vita alla Repubblica Partenopea. Il nuovo governo dispose che tutte le città ed i villaggi proclamassero la propria adesione alla repubblica: i commissari repubblicani arrivarono in Puglia agli inizi di febbraio instaurando le “Giunte Comunali” sul modello francese, piantando nelle piazze l'“albero della libertà” ed organizzando feste dove veniva sventolato il tricolore della neonata Repubblica (celeste, giallo e rosso).
Il 4 febbraio 1799 venne a Bari da Napoli il barese Pompeo Bonazzi, fervente sostenitore della Repubblica, col compito di instaurare a Bari il comitato repubblicano che, il 6 febbraio, inviò a Modugno il medico modugnese residente a Bari Luigi Faenza il quale presentò una lettera dove si imponeva di piantare l'albero della libertà e si intimava ai cittadini di indossare il cappello frigio o coccarde tricolori. Quello stesso giorno, per timore delle severe pene minacciate nella lettera, i modugnesi piantarono un albero ornato con fettucce tricolori e sormontato da un berretto rosso, a simboleggiare la libertà, in Piazza Sedile.

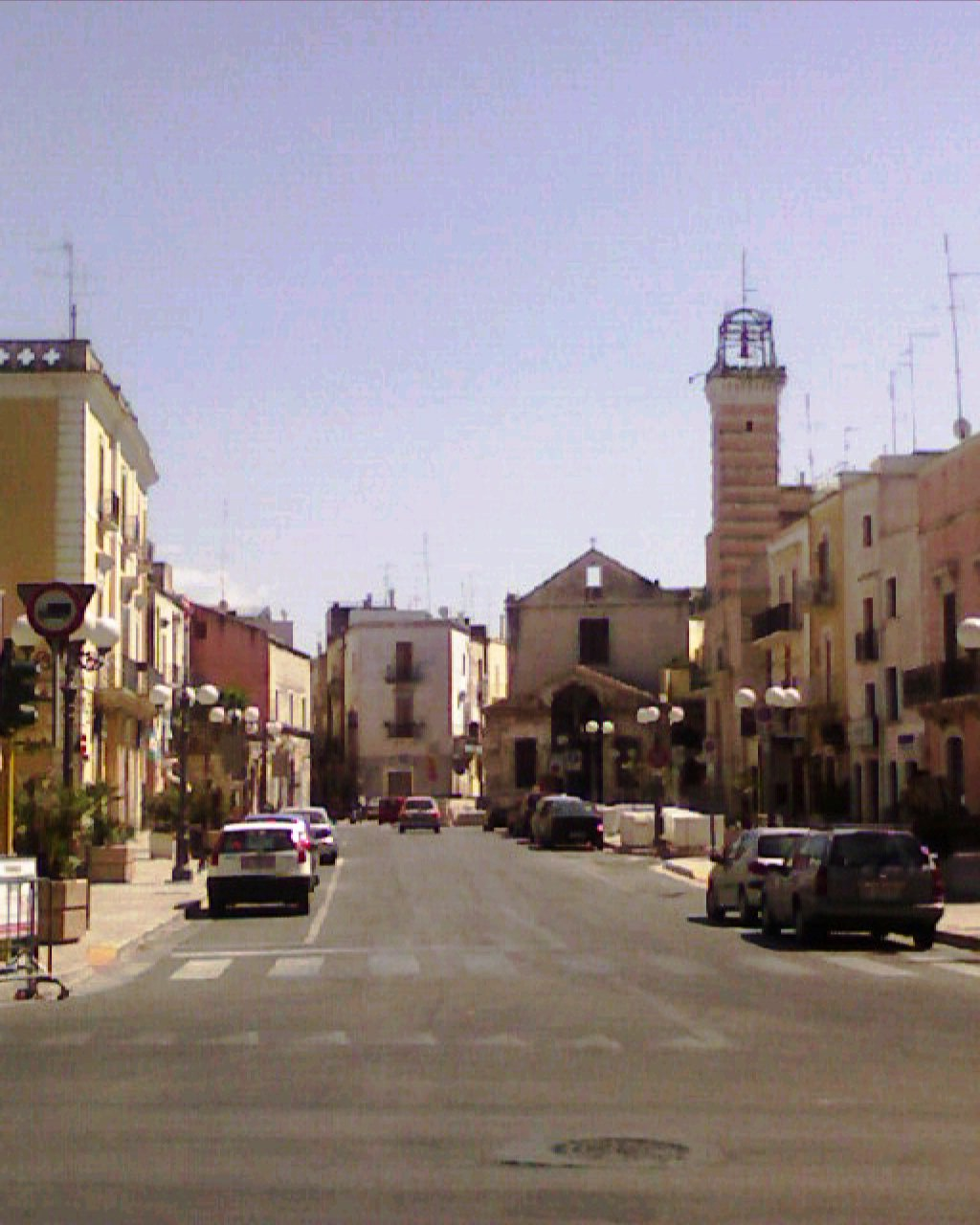
Piazza Sedile. Qui venne piantato l'albero della libertà

## La reazione sanfedista
Gli eventi bellici che vedevano contrapposti gli eserciti della seconda coalizione contro quello della Francia rivoluzionaria richiesero l'intervento in Italia Settentrionale delle truppe francesi che erano stanziate a Napoli che lasciarono la difesa delle Repubblica Partenopea nelle mani dei giacobini. Da questa situazione trassero profitto i sostenitori della vecchia monarchia borbonica, i quali vennero chiamati “Sanfedisti” perché dichiaravano di voler difendere la Santa Fede e il Re.
Il primo semestre del 1799 fu un periodo di grave crisi e di profondo caos in tutto il Regno di Napoli ed in particolar modo in Puglia. In esso si possono distinguere quattro fasi:
- Fase 1. Durante il mese di febbraio si verificarono scontri, all'interno di ogni comunità cittadina, tra coloro i quali sostenevano la monarchia borbonica e quanti difendevano la repubblica filofrancese;
- Fase 2. Nel mese di marzo, masse di uomini armati si spostavano dai paesi “sanfedisti” a quelli che difendevano la repubblica filofrancese, per mettere in atto spedizioni punitive nei confronti delle città “repubblicane” o ritenute tali;
- Fase 3. Tra fine marzo e aprile ci fu una controreazione caratterizzata da vendette, saccheggi perpetrate dalle truppe francesi venute in Puglia da Napoli contro i sanfedisti;
- Fase 4. Da maggio a giugno le truppe regolari del re Ferdinando IV ebbero il sopravvento e, aiutate dalle masse sanfediste, restaurarono, in tutto il regno, il regime borbonico.

Quasi tutto il ceto popolare di contadini e braccianti era filoborbonico, in quanto nei precedenti decenni la monarchia borbonica, seguendo la generale tendenza delle monarchie europee cosiddette "illuminate", si era impegnata in una politica di notevole attenzione verso i ceti popolari caratterizzata in senso antinobiliare. Per questo i ceti meno abbienti si rafforzarono nell'atavica convinzione che voleva il Re come padre protettore del popolo contro gli abusi dei potenti. Oltretutto le idee rivoluzionarie avevano fatto presa ed erano rappresentate soprattutto dalla nobiltà e dalla borghesia, tradizionalmente avversate dal popolo. Tra gli esponenti del clero non si registra una posizione uniforme: alcuni ecclesiastici, soprattutto se di rango aristocratico, aderirono con entusiasmo alle nuove idee di (astratta) eguaglianza e (individualistica) libertà portate dalla Rivoluzione oppure cercarono di evitare spargimenti di sangue nel loro "gregge". Altri religiosi invece condividevano col popolo la posizione realista tanto da unirsi alle folle sanfediste che si formarono per combattere con le armi i francesi e le loro idee rivoluzionarie. Non paradossalmente il maggior numero di adesioni ai principi della Rivoluzione Francese si registrò tra la nobiltà e l'alta borghesia in quanto le nuove idee, di matrice fisiocratica ossia "liberista", apportavano più benefici ai ceti egemoni che al popolo. Si pensi, ad esempio, all'abolizione, insieme al feudo sia laico che ecclesiastico, anche degli usi civici comunitari ed alla "quotizzazione" ossia alla "privatizzazione" delle terre demaniali comuni di villaggio, allegramente incamerate dai baroni e dai borghesi a danno delle comunità contadine, oppure, ancora, all'abolizione delle corporazioni artigiane e dei compagnonaggi (i proto-sindacati) in nome della rousseviana Volontà Generale che metteva, soli di fronte, il singolo e lo Stato senza più corpi intermedi ed esponeva i lavoratori al "libero" gioco della domanda e dell'offerta salariale favorendo i datori di lavoro.

### La reazione sanfedista interna (Fase 1)
La massa del popolo e dei contadini insorse in quasi tutti i paesi e le città abbattendo l'albero della libertà e compiendo ritorsioni sui sostenitori della Repubblica Partenopea. Carbonara di Bari e Ceglie del Campo furono fra i primi paesi dove le popolazioni si sollevarono contro la Repubblica Partenopea: esse divennero dei covi per i sanfedisti della Terra di Bari.
Il 6 febbraio alcuni carbonaresi vennero a conoscenza che quel giorno a Modugno era stato piantato l'albero della libertà. Il giorno seguente entrarono nella città istigando i contadini ad abbattere l'albero e a distruggere la bandiera repubblicana ed a gettare il tutto nella cisterna del sagrato della chiesa del Purgatorio. Il 9 febbraio i carbonaresi tornarono più numerosi, con l'intento di identificare i giacobini di Modugno. Ciò nonostante, il giorno 10, i nobili ed i borghesi modugnesi ripiantarono l'albero della libertà, non tanto per convinzione negli ideali della Repubblica, ma soprattutto per evitare rappresaglie da parte del governo repubblicano di Bari. Per evitare nuove reazioni dei contadini, il 13 febbraio venne creato un corpo di Guardia Civica, composto da 50 persone, così come era stato fatto in altri paesi. Da questa data le deliberazioni comunali non recarono più la firma del regio Governatore che era fuggito da Modugno, esse riportarono le firme del giudice Alessandro Sessa e del sindaco Giuseppe Zanchi. Questi episodi fecero sì che Modugno venisse indicato come un paese giacobino e fu da allora bersaglio di rappresaglie da parte dei sanfedisti, soprattutto quelli originari di Carbonara.
Oltre a Modugno, anche in altre città i nobili e i borghesi erano riusciti a tenere a freno le rivendicazioni filoborboniche della popolazione: tra queste si ricordano Bari (dove l'arcivescovo e tutto il clero si fregiò della coccarda tricolore), Acquaviva, Altamura, Barletta, Cassano delle Murge, Giovinazzo, Ruvo di Puglia, Mola di Bari e Conversano.
Tra le città dove, invece, prevalsero i partigiani del re ed i sanfedisti ci sono Trani, Molfetta, Andria, Castellana, Montrone, Carbonara, Ceglie, Loseto, Valenzano, Bitetto, Grumo Appula, Casamassima, Gioia del Colle e Triggiano. Le rappresaglie che portarono alla deposizione del regime imposto dalla Repubblica Partenopea, furono, in alcuni casi (specialmente per quanto riguarda Molfetta, Andria e Gioia), molto violente e le cronache dell'epoca riportano i particolari dei gesti violenti ed efferati che furono commessi.

### La reazione sanfedista esterna (Fase 2)
La massa sanfedista che era riuscita a prendere il sopravvento in talune città, presto si organizzò per assalire quelle città che erano rimaste legate alla Repubblica Partenopea. Il primo ad organizzare una banda del genere fu il feudatario di Acquaviva, il principe Carlo De Mari, che raccolse circa 15 000 persone. Si trattava di gente del popolo, donne e persino ragazzi miseramente armati con attrezzi agricoli adattati, fucili, bastoni di ferro, spiedi. A capo di questa schiera di uomini fu messo Francesco Soria che si distinse per spietatezza durante la reazione sanfedista di Gioia.
A causa della fuga del re, il Regno di Napoli rimase senza un governo che fosse in grado di garantire l'ordine e fu lasciato in balia di vendette e lotte tra paesi confinanti. Le masse sanfediste compivano atrocità e nefandezze di ogni sorta. Ma si trattava soprattutto della risposta all'altrettanto feroce violenza dei giacobini locali e degli occupanti francesi. Il popolo vedeva nei notabili possidenti filo-francesi dei traditori e dei "collaborazionisti". E, oggettivamente, tali erano, anche quando - caso raro - erano mossi da effettive convinzioni ideali e non, come per lo più, dalla prospettiva di rafforzare la propria posizione socialmente egemonica e di aggiungervi la conquista, repubblicana, del potere politico. Modugno fu una delle prime città assalite dai Sanfedisti e in questo contesto si deve collegare l'assedio del 10 marzo.

### I primi disordini
Già a gennaio del 1799 alcuni uomini di Carbonara erano venuti nel territorio di Modugno, tornandovi in numero sempre maggiore, per rapinare cittadini isolati. In un'occasione si erano organizzati, in accordo con alcuni contadini locali, in un gruppo numericamente consistente per assalire le abitazioni di qualche benestante. La motivazione politica, in queste azioni, costituiva solo un pretesto per legittimare le loro azioni criminali. Da quando i modugnesi piantarono l'albero della libertà, aumentarono anche le aggressioni in territorio modugnese: venne assalito il convento dei Domenicani ai quali furono estorti generi alimentari e denaro; passava di lì il massaro del barone di Binetto che venne derubato e ucciso. Non appena i modugnesi ebbero notizia di quanto stava accadendo si organizzarono in 150 per ricacciare i malviventi.

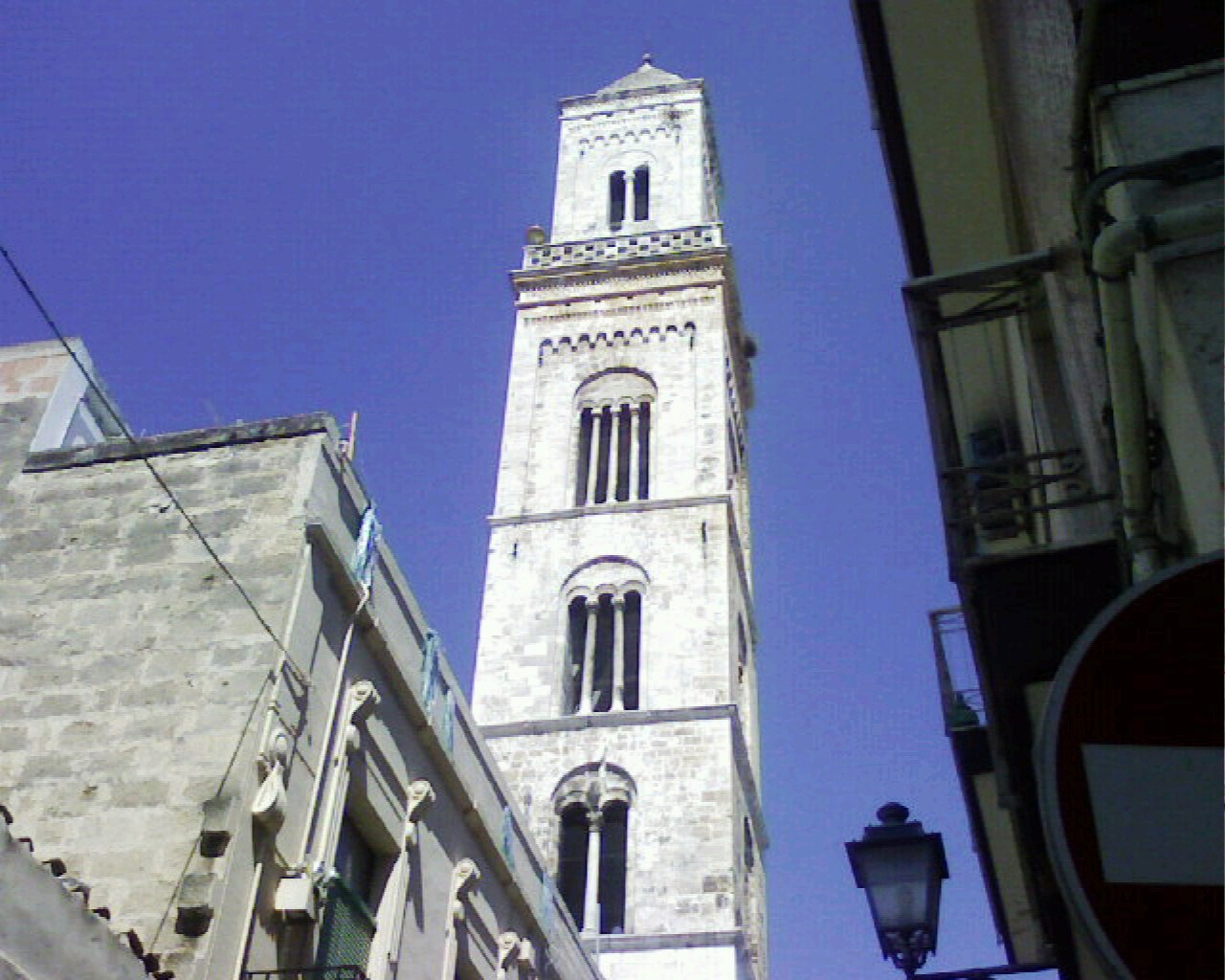
Il campanile della chiesa matrice Maria Santissima Annunziata. Essendo il punto più elevato della città, il campanile consentiva di scorgere e controllare il contado.

Per scongiurare altri episodi del genere, venne organizzata la difesa della città. I 150 uomini, sotto la guida di Rocco Capitaneo ex-ufficiale dell'esercito borbonico nel reggimento “Lucania”, sarebbero stati a disposizione in qualsiasi momento. Vennero confiscate tutte le armi ai contadini e custodite nella Sala del Sedile dei Nobili. La Guardia Civica perlustrava costantemente le strade cittadine per evitare che i popolani ed i contadini (che in gran misura parteggiavano per i sanfedisti) commettessero azioni favorevoli al nemico. Una sentinella venne posizionata sul campanile della Chiesa Matrice e 36 persone presero posto sulle terrazze delle case più esterne del paese. Questo sistema di sorveglianza era attivo anche di notte e compì il proprio lavoro da febbraio a maggio. Alle sentinelle vennero pagati 3 carlini al giorno.
Il 28 febbraio in località Palese (allora marina di Modugno) venne rapinata la masseria "dei Serri" della famiglia De Rossi (in affitto al barese Gennario Serio) ed ucciso un tale Michele Santoro, colpevole d'aver avvisato il massaro dei piani dei rapinatori. Nello stesso giorno, sempre a Palese i sanfedisti assalirono il casino del nobile Giuseppe Zanchi, ricavando il bottino di 16 ducati e provviste varie prima d'essere messi in fuga da una pattuglia di armati modugnesi. Dato l'aggravarsi della situazione venne mandato un corriere, Francesco Ercole, per chiedere aiuto al comitato Repubblicano di Bari, ma questi venne intercettato dai sanfedisti e giustiziato.
Nel frattempo, la banda di Soria si andava organizzando per compiere le proprie aggressioni alle città giacobine. Ai primi di maggio si diressero su Bari ma vennero respinti a cannonate. I modugnesi, essendo bloccata la strada per Bari, decisero di inviare un messaggero a Napoli dove, però, il generale francese MacDonald era impegnato con la critica situazione militare del territorio intorno a Napoli ed aveva richiamato anche le truppe che si trovavano nel foggiano. Egli si limitò ad elogiare il comportamento di quanti resistevano e quando il corriere tornò a Modugno dopo l'assedio recò con sé una lettera dove era riportata una predica sulla libertà e sulla democrazia e dove si promettevano pene severe per i sostenitori del re.

## L'assedio

### La difesa di Modugno
Da Carbonara arrivavano notizie dell'imminente assalto da parte della banda di Francesco Soria ed i modugnesi si trovarono a dover organizzare la difesa senza poter far ricorso ad aiuti esterni.
Le mura cittadine erano in pessimo stato ed i nuovi quartieri ad est e a sud non rientravano nella cerchia. Le case esterne alle mura avevano solo dei muretti a secco del tutto insufficienti alla difesa. Una relazione redatta da Vitangelo Maffei 25 anni prima di questi avvenimenti, riportava già che le mura erano del tutto incapaci di difendere la città in caso di guerra.
Per fortificare le mura e ripristinare i torrioni cadenti vennero mobilitati tutti i muratori del paese. Tutte le porte, tranne la Porta Beccarie, vennero murate. Sulle terrazze dei palazzi esterni vennero eretti dei parapetti per consentire il riparo dei tiratori.
Pochi erano gli uomini capaci di utilizzare le armi da fuoco; come polvere da sparo venne usata quella che era conservata per le feste. I difensori vennero scelti tra nobili, artigiani e sacerdoti, mentre vennero esclusi gli appartenenti al popolo in quanto sospettati di parteggiare per i Sanfedisti. I difensori in tutto erano 120, ma all'esiguo numero si sopperì con l'organizzazione strategica che prevedeva la posizione che ciascuno di essi doveva occupare.
Per creare le munizioni dei fucili vennero divelti i contrappesi in piombo degli orologi pubblici e privati, e vennero raccolti gli oggetti in stagno. Sulle terrazze delle case vennero accumulati dei sassi da utilizzare nel caso i nemici fossero riusciti ad entrare in città.
Un falegname locale riuscì ad adattare dei mortaretti utilizzati per le feste di paese, per creare dei rudimentali cannoncini in grado di lanciare proiettili ad una distanza di 130 passi. Era incaricato della direzione di quella modestissima artiglieria l'ex-ufficiale Michele Faenza.
Molto affidamento si fece anche sulla protezione divina che venne lungamente invocata con preghiere, indirizzate soprattutto alla Madonna Addolorata.

### Il 10 marzo
I giorni precedenti l'assedio, i Modugnesi invocarono l'aiuto dell'Addolorata con preghiere ed esponendo la sua immagine sull'altare a lei dedicato nella Chiesa Matrice. Il giorno dell'attacco della banda di Sanfedisti, le monache Clarisse del convento di Santa Maria della Purità (detto delle Monacelle) si raccolsero in preghiera nel coro. Dopo di che, alcune di esse salirono sul campanile della chiesa per osservare gli scontri, ma vennero invitate dai difensori della città a rientrare al riparo; una di esse, la suora bitontina Maria Colomba Centola si attardò per affidare al vento sul campanile un'immagine della Vergine Addolorata, proveniente dalla Cappella Valerio-Longo e portata al Convento delle Monacelle dal Padre gesuita Paolo Piccirillo, affinché proteggesse la città.
Quando Gian Battista Saliani, allo scopo di redigere la propria cronaca dei fatti accaduti il 10 marzo, raccolse il racconto di alcuni Carbonaresi, tra cui il loro capo Francesco Soria, che avevano partecipato all'assedio di Modugno. Essi dissero che sul tetto di un edificio (da identificare forse con il Palazzo Maffei o più probabilmente col Palazzo Longo, che trovandosi sulle mura del paese, era meglio visibile dalle circostanti campagne verso Carbonara e Bitritto) avevano visto una donna, affiancata da due uomini armati, vestita di bianco con un fazzoletto in mano a cui gli attaccanti avevano sparato ripetutamente con i propri fucili, senza mai colpirla. Riferendo quanto visto, essi chiesero a Saliani chi fosse quella donna. La stessa domanda venne rivolta da Soria al Padre Provinciale dei Cappuccini, che si era recato dal capo della banda sanfedista per avviare trattative affinché abbandonasse le mire sulla città di Modugno. Il Cappuccino rispose che, non abitando nessuna donna in quel palazzo, nella figura della donna, alla quale lo stesso Soria dichiarava di aver sparato due colpi di fucile, era ravvisabile quella della Madonna Addolorata, apparsa per segnalare il proprio appoggio ai cittadini modugnesi che lungamente l'avevano invocata nelle loro preghiere. Francesco Soria, inoltre, trovandosi nel convento dei Francescani Osservanti di Grumo, rivolse al Governatore di quella città, che era modugnese, l'interrogativo riguardante l'identità di quella signora e ricevette la stessa risposta datagli dal Cappuccino.
I due uomini che erano al suo fianco vennero identificati nei due santi protettori della città: San Rocco e San Nicola da Tolentino.
A distanza di anni dall'assedio del 1799, anche i Carbonaresi riconobbero la straordinarietà dell'evento e Trentadue Junior, nel suo Cenno storico sul culto della Vergine Addolorata, testimonia del pellegrinaggio a Modugno di numerose persone che avevano partecipato all'aggressione della città, in occasione dell'anniversario dell'apparizione.
L'episodio non è riconosciuto ufficialmente dalla Chiesa come miracoloso, ma viene ricordato ogni anno il 10 marzo con una festa in onore dell'Addolorata. Una delle vie principali della città si chiama via X Marzo.
Il giorno 10, era domenica di Passione, alle 6 di mattina le campane suonarono l'allarme e quanti erano incaricati della difesa si diressero alle posizioni loro assegnate, mentre alcuni nobili e preti si aggiravano per le strade armati con l'intento di evitare l'intervento dei popolani in favore dei Sanfedisti.
Gli assalitori, sotto il comando di Francesco Soria, provenivano in direzione di Carbonara e in direzione di Bitritto. Era una massa formata da 14 000 tra uomini, donne e bambini di ogni condizione sociale che portavano lo stendardo del re. C'erano anche artigiani e due preti, ma la maggior parte era costituita da contadini e popolani scalzi e scamiciati, armati con ogni sorta di oggetto atto all'offesa come falci, zappe, spiedi, accette e alcune donne avevano pettini utilizzati per cardare il lino. Per la maggior parte si trattava di Carbonaresi, ma diverse persone provenivano anche da altri paesi limitrofi come Ceglie, Loseto, Bitritto, Bitetto, Valenzano, Casamassima, Noicattaro, Gioia e Noci.
Di tutte queste persone, probabilmente, solo 4 000 parteciparono attivamente agli scontri e fra questi 500 erano armati di fucile. Gli assalitori disponevano anche di un cannone che posizionarono dove oggi sorge l'oratorio.

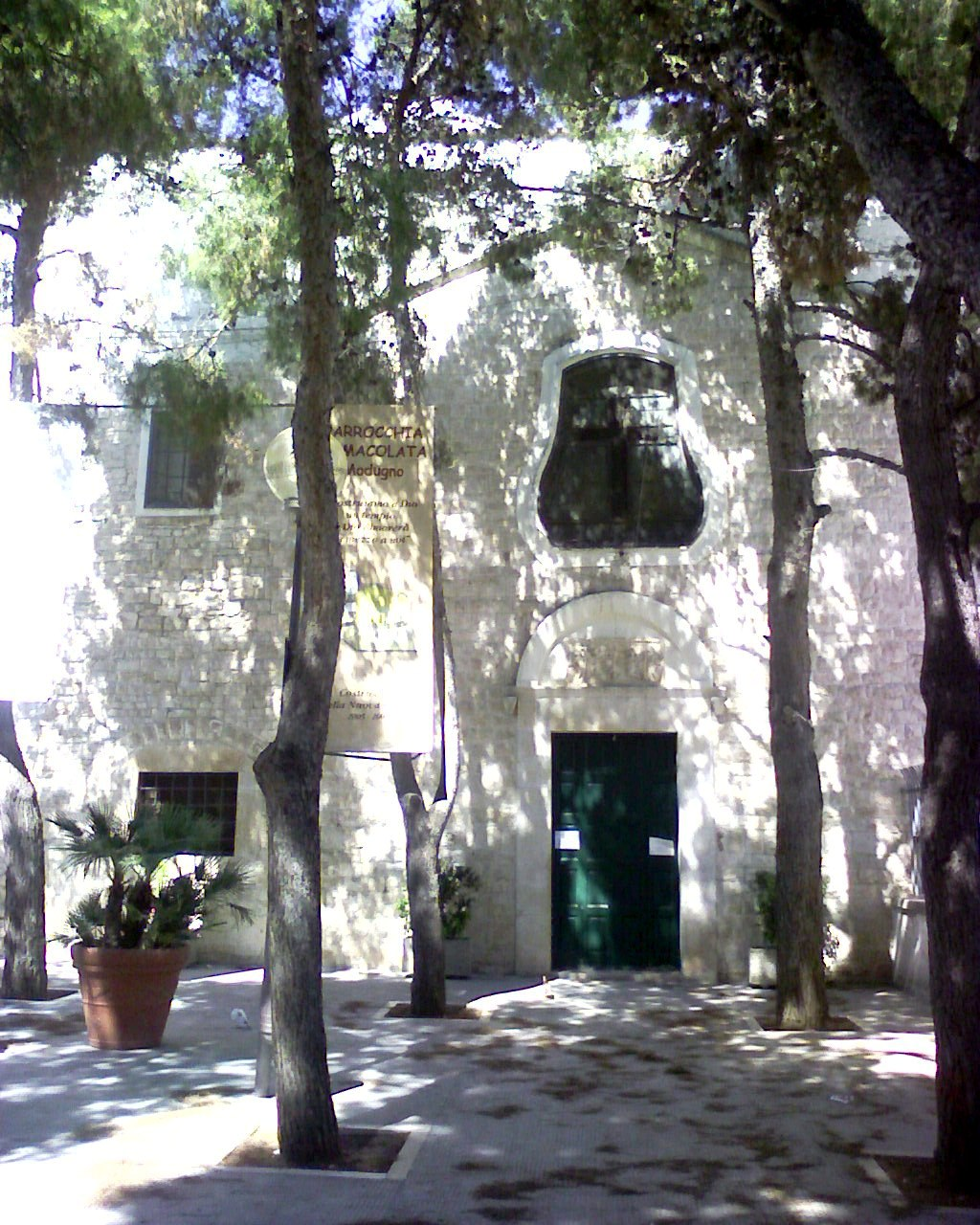
La facciata della chiesa dell'Immacolata, ex-convento dei frati Cappuccini. L'edificio sulla via di Carbonara (oggi via X Marzo) fu il primo ad essere assaltato dalla banda di Francesco Soria.

Una delle prime azioni fu l'assalto del convento dei Cappuccini che sorgeva fuori dalle mura, sulla via per Carbonara. Dopo aver estorto ai frati i generi alimentari di cui disponevano, la banda si organizzò per portare a compimento quella che si riteneva una facile conquista. Nell'attesa alcune donne suonavano e ballavano, mentre altri si davano alle razzie dei dintorni. Un gruppo di uomini, donne e bambini si diresse verso il convento dei Domenicani per depredare anch'esso, ma i monaci riuscirono a corrompere un caporione di Ceglie e, cedendo le loro scorte alimentari, evitarono il saccheggio del loro convento. Mentre si disponevano gli assalitori, un colpo di cannoncino partì dalle mura mancando il bersaglio, ma un pezzetto di filo di ferro con cui era stato caricato il cannoncino colpì la falda del cappello di Francesco Soria che decise di seguire gli scontri al riparo nel convento dei Cappuccini.
Alle 8 di mattina la città di Modugno era circondata, ma i difensori iniziarono a fare fuoco per impedire l'avvicinamento alle mura degli avversari i quali, intimoriti da quella difesa, decisero di non rischiare un assalto ma rispondere al fuoco con i propri fucili e il cannone. Il fuoco fu incessante da entrambe le parti ed i 120 Modugnesi dovettero tener testa ai 4 000 assalitori che spararono anche sette cannonate che, per imperizia dei tiratori, oltrepassarono la città senza andare a segno: le palle vennero ritrovate in aperta campagna e solo una di esse si conficcò senza fare grossi danni sulla parete di un edificio esterno del paese.
I combattimenti continuarono con intensi scontri a fuoco sino alle ore sedici, quando gli assalitori terminarono le munizioni e dovettero desistere. Gli attaccanti riportarono molti feriti e 18 morti, mentre i difensori non subirono nessuna perdita e non ci furono danni né alle persone né alle abitazioni cittadine. Questa resistenza di 120 contro i 4 000 assalitori aveva dello straordinario e, se è vero che molto dell'esito finale è dovuto all'inefficienza militare della massa sanfedista, è vero che anche i difensori non erano soldati professionisti.
L'episodio ritenuto miracoloso dell'apparizione dell'Addolorata che, stando alle fonti citate in bibliografia, si sarebbe verificato nella giornata del 10 marzo, è del tutto secondario nell'analisi delle cause che hanno decretato l'esito dell'assedio. Infatti i Modugnesi non poterono trarne vantaggio in quanto vennero a conoscenza dell'episodio solo i giorni successivi all'assalto dei Sanfedisti i quali, dal canto loro, pur avendo visto sul tetto di una casa una donna sventolante un fazzoletto, non interpretarono al momento quell'avvenimento come un intervento divino e continuarono nella loro azione d'offesa fino all'esaurimento delle munizioni.
Gli assalitori, frustrati per l'inaspettato cattivo esito della loro azione, decisero di rapinare il convento degli Agostiniani, che sorgeva fuori le mura nei pressi della “Porta della Staccata”. Essi entrarono sfondando la porta e uccisero quattro frati, i quali non avevano fatto in tempo a ripararsi all'interno delle mura. Il convento venne letteralmente spogliato di ogni oggetto (persino le porte e le finestre) e il bottino raccolto da tale saccheggio fu talmente imponente che non poté essere trasportato in una sola giornata.

### I giorni successivi all'assedio
Modugno aveva resistito all'assedio, ma non si poteva certo dire che il pericolo fosse passato: Francesco Soria non era rassegnato all'insuccesso e bande armate continuarono a razziare il circondario rapinando chiunque incontrassero.
I contadini non potevano uscire dalla città per il lavoro nei campi e la Municipalità, il 16 marzo, cercò di alleviare le sofferenze della popolazione che aveva il suo unico sostentamento nel lavoro della terra, chiedendo ai benestanti locali di prestare denaro senza chiedere interessi.
Coloro i quali avevano provveduto alla difesa durante la giornata del 10 marzo, pertanto, non abbassarono la guardia, anzi si prepararono per eventuali altri attacchi: vennero abbattuti i muretti dei giardini e degli orti che si trovavano intorno alla città che erano serviti come riparo per i tiratori nemici; si ottenne in prestito da Bari un cannone; vennero comprati da un armatore cinque cannoncini per 90 ducati; venne aumentato il numero delle sentinelle da 36 a 70.
Nel frattempo, non arrivavano notizie rassicuranti. I gruppi sanfedisti guidati da Giambattista De Cesari e quelli capeggiati da Francesco Boccheciampe, che avevano imperversato nel Salento ed in altre zone del sud della Puglia, erano in procinto di unirsi a quella di Soria per continuare le proprie azioni contro le città repubblicane anche in Terra di Bari. La sera del 21 marzo, giovedì santo, le campane suonarono per segnalare l'allarme, ma si trattava solo di un piccolo gruppo di armati che confidava nella sorpresa notturna e nella ricorrenza religiosa, e che, essendo stato scoperto, non rischiò l'attacco, stimando opportuno ritirarsi.
Dato il perdurare della situazione di pericolo, la Municipalità di Modugno decise di trattare con Francesco Soria che pose come prima condizione l'abbattimento dell'albero della libertà. I Modugnesi accettarono la condizione e inviarono a Bitetto, dove alloggiava Soria, il Padre Provinciale dei Cappuccini per avviare le trattative affinché abbandonasse le mire sulla città. Dopo diversi incontri Soria chiese 300 ducati e l'ingresso nella sua banda di alcuni uomini modugnesi. Venne rifiutata la seconda condizione perché non si voleva che i cittadini di Modugno recassero offesa alle popolazioni vicine, ma venne accettata la prima anche se per il pagamento della somma richiesta si temporeggiò approfittando del fatto che Soria e la sua truppa era a Gioia del Colle dove si era unita a quella di De Cesari.

## L'intervento dell'esercito francese (Fase 3)

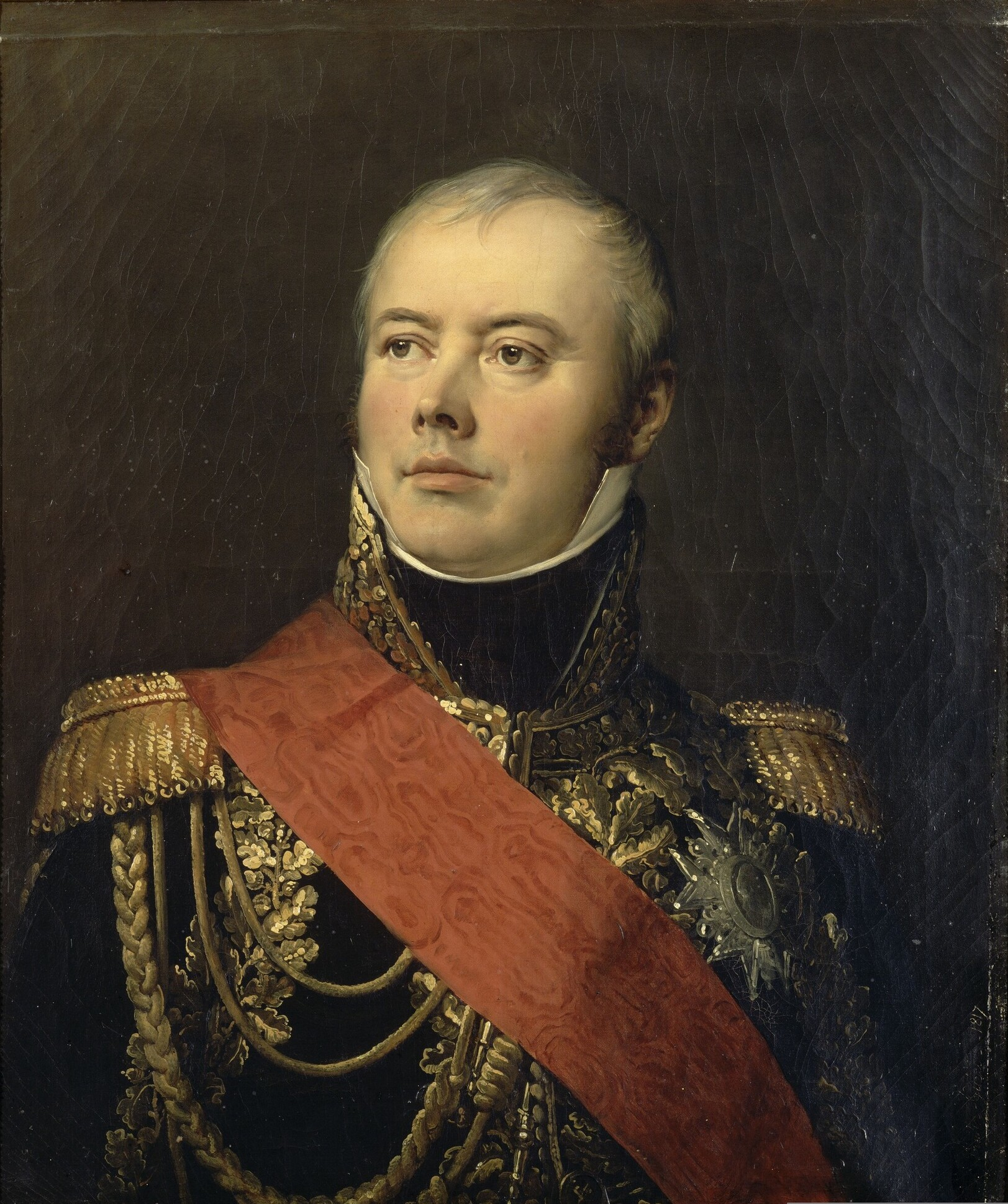
Étienne Jacques Joseph Alexandre Macdonald

Il generale MacDonald, avuta notizia del sopravvento che stavano avendo i Sanfedisti, decise di inviare delle truppe che, al comando del generale Broussier, marciarono a tappe forzate per raggiungere la repubblicana Barletta il 17 marzo. Il giorno 23 i francesi con l'aiuto di 7 000 patrioti assaltarono Andria, la conquistarono e si diedero al saccheggio e alla carneficina commettendo eccidi e brutalità pari, se non superiori, per ferocia e meschinità a quelle commesse dalle bande sanfediste. Quel giorno furono uccisi 700 andriesi.
La notizia dell'arrivo dei francesi in Puglia non sollevò gli animi dei Modugnesi i quali vedevano avvicinarsi sempre più la minaccia della marmaglia sanfedista guidata da De Cesari: egli il 24 marzo, giorno di Pasqua, intimò ai baresi di aprirgli le porte, ma avendo in risposta un rifiuto decise di non tentare l'attacco. Il 29 marzo, tuttavia, le bande di De Cesari e di Soria attaccarono Acquaviva che resistette all'assedio per due giorni, ma dovette cedere il terzo giorno quando il popolo all'interno delle mura si ammutinò e aprì le porte ai Sanfedisti i quali entrarono nella città abbandonandosi al saccheggio salvando solo le case dei filoborbonici contrassegnate con una croce bianca.
Dopo la caduta di Altamura, Francesco Soria scrisse ai Modugnesi per sollecitare, sotto la minaccia di un nuovo attacco, il pagamento della somma che aveva richiesto.
Nel frattempo i francesi continuavano la loro avanzata nel Nord della Provincia di Bari conquistando Trani il 1º aprile abbandonandola poi alle rappresaglie della soldataglia e delle popolazioni vicine. Alla notizia di queste vittorie, molti paesi inviarono a Broussier il loro atto di sottomissione. Anche i Modugnesi inviarono una delegazione, mostrando la lettera minacciosa di Soria, spiegando della loro resistenza contro i Sanfedisti e chiedendo l'intervento dei francesi a protezione della città. Alle richieste dei Modugnesi si aggiunsero quelle dei Baresi.
La notte tra il 3 e il 4 aprile le truppe di Broussier marciarono per raggiungere Bari e un distaccamento si diresse a Modugno dove arrivò alle ore due pomeridiane accolto con grandi festeggiamenti dalla comunità che vedeva in loro una protezione (prima dell'arrivo delle truppe era stato ripiantato l'albero della libertà). Ma, con grande sgomento dei cittadini, i soldati ripartirono alle ore quattro per dirigersi verso Bitonto.
La mattina seguente, però, era possibile vedere dai palazzi più alti della città il bagliore provocato dal rogo del paese di Carbonara che era stato assalito dai francesi. I soldati della Repubblica Partenopea conquistarono molte armi e bandiere in quanto quello era un quartier generale dei Sanfedisti. Molti Carbonaresi fuggirono a Ceglie che venne però attaccata il giorno seguente: furono fucilati 65 cittadini di Carbonara e 26 di Ceglie; 13 persone vennero tradotte nelle carceri di Bari dove vennero giustiziate dopo un tentativo fallito di fuga.
Al saccheggio che seguì alla conquista dei due paesi accorsero anche molti cittadini modugnesi, non tanto per vendetta, quanto per la possibilità di far bottino. Alcuni abitanti dei paesi saccheggiati intercettarono un gruppo di cittadini Modugnesi che aveva partecipato alla razzia e che si trovava sulla via di ritorno: ne uccisero 12.
I francesi continuarono la loro azione agendo su Montrone e Canneto, per poi dirigersi verso Casamassima dove erano riuniti De Cesari, Soria e Boccheciampe che si era unito agli altri due provenendo da Matera. Il 5 aprile il generale repubblicano riportò un'ulteriore vittoria sterminando le bande sanfediste a colpi d'artiglieria.
Dopo quella vittoria, Broussier iniziò ad imporre tributi, anche alle città che erano sempre state fedeli alla Repubblica partenopea: a Bari venne imposto un tributo di 3 000 ducati, vennero depredati gli oggetti preziosi dalle chiese, asportati quadri preziosi e depredato il tesoro di San Nicola.
A Broussier, richiamato in Francia dal Direttorio, subentrò il generale Sarazin che si mostrò ancora più spietato. Impose ai Modugnesi un tributo che venne ridotto a 4 000 ducati solo dopo che questi fecero presenti le difficoltà subite durante l'assedio.

## Ritirata dei francesi e ritorno dei Borboni (Fase 4)

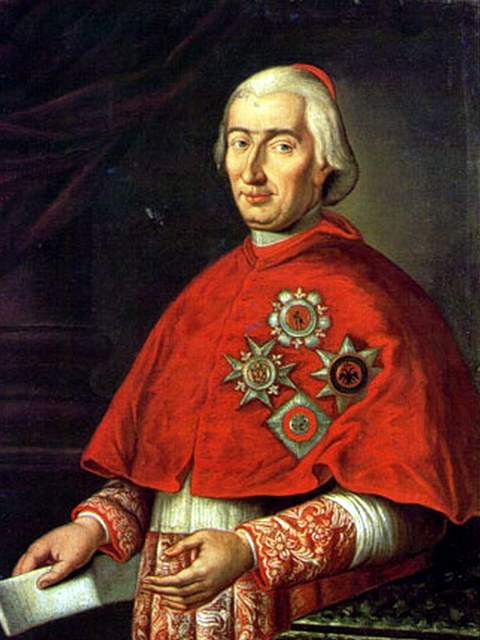
Il cardinale Fabrizio Ruffo

Il ritiro delle truppe francesi dal Sud Italia fu provocato da due avvenimenti: la sconfitta delle truppe napoleoniche nell'Italia settentrionale per cui erano necessari rinforzi; e lo sbarco a Brindisi, il 18 aprile, della flotta russa al comando di Antonio Micheroux. Quello stesso giorno Sarazin radunò i propri uomini a Bari per far ritorno a Napoli.
Nel frattempo, il luogotenente di Ferdinando IV, il cardinale Fabrizio Ruffo a capo di tutte le bande sanfediste raccolte in Calabria era arrivato a Matera e il 10 maggio, congiuntamente con gli uomini di De Cesari, pose l'assedio ad Altamura caposaldo dei giacobini nella Puglia. La città resistette strenuamente fino all'esaurimento delle munizioni, dopo di che dovette soccombere alla vendetta degli avversari. In seguito, venne posizionato un monumento in ricordo della difesa altamurana dei propri ideali di libertà.
Il 14 maggio Micheroux ordinò ai paesi della Provincia di Bari di sottomettersi al re Ferdinando IV. A Modugno si provvide ad eliminare definitivamente l'albero simboleggiante la Repubblica Napoletana di ispirazione francese, sostituendolo con una croce, e una delegazione venne inviata dal Ministro Plenipotenziario Micheroux (che si era spostato a Bari) allo scopo di tributargli fedeltà.
Da questi cambiamenti di condotta è possibile dedurre che la Municipalità modugnese non avesse una profonda convinzione nelle idee rinnovatrici ma, piuttosto, che si fosse trovata tra le città che avevano aderito alla Repubblica Partenopea solo per timore delle minacce del Comitato giacobino di Bari e, successivamente, avesse combattuto i Sanfedisti per respingere i loro assalti.
In seguito, venne inviata una commissione anche presso il cardinale Ruffo. Ad Altamura, però, la commissione modugnese era stata preceduta da quella di Carbonara e di Bitritto che indicò Modugno come una città giacobina da punire severamente. I Modugnesi, però, avevano con sé una lettera di Micheroux, pertanto la loro delegazione venne ben accolta e il cardinale Ruffo scrisse a Francesco Soria per chiedergli di non minacciarli ulteriormente. Ruffo tuttavia richiese la rimozione del sindaco Giuseppe Zanchi che si era compromesso nella difesa della città contro i Sanfedisti: al suo posto venne eletto Giuseppe De Rossi.